# Megabalanus vesiculosus
Megabalanus vesiculosus is een zeepokkensoort uit de familie van de Balanidae. De wetenschappelijke naam van de soort is voor het eerst geldig gepubliceerd in 1854 door Charles Darwin.